# Tons
Der Tons (Hindi: टोंस, ṭoṅs) ist ein rechter Nebenfluss der Yamuna in Nordindien. Der Großteil des von Nordosten in südwestliche Richtungen fließenden Flusslaufs liegt in der Region Garhwal im Bundesstaat Uttarakhand, sein Entwässerungsgebiet umfasst den Grenzbereich der Bundesstaaten Uttarakhand und Himachal Pradesh. Die unteren 50 Flusskilometer bilden die Grenze der beiden Bundesstaaten.

## Verlauf
Die Quellflüsse des Tons sind Rupin und Supin, die auf etwa 1300 m Höhe bei der Kleinstadt Netwar, dem bekanntesten Ort im Tonstal, zusammenfließen. Von dort fließt der Fluss vorwiegend in südwestliche und südliche Richtungen; bei Dakpathar mündet er in die Yamuna und führt dabei eine größere Wassermenge als der Hauptfluss. Nächstgrößere Stadt ist Dehradun.

## Flora und Fauna
Das im oberen Flussverlauf tief eingeschnittene Tonstal ist der Lebensraum einer Vielzahl verschiedener Pflanzen, zu deren größten Arten die Himalaya-Zedern gehören. Der obere Einzugsbereich des Flusses liegt im Govind-Naturschutzgebiet, in dem unter anderem Schneeleoparden, Asiatischer Schwarzbären und Moschusochsen leben. Der Abschnitt des Tons bei Haripur ist einer von nur vier Abschnitten der 39 Flüsse im Yamunabecken, denen vom indischen Umwelt- und Waldministerium eine völlig saubere Wasserqualität attestiert wurde.

## Talsperren
Etwa 26 km flussaufwärts der Mündung befindet sich die Ichari-Talsperre. Unterhalb dieser fließt nur noch eine geringe Wassermenge im Flussbett, da an der Talsperre das Wasser zum Chibro- und anschließend zum Khodri-Wasserkraftwerk am Ufer der Yamuna abgeleitet wird. Ca. 25 km flussaufwärts der Ichari-Talsperre ist der Bau einer weiteren Talsperre, der Kishau-Talsperre, geplant.

## Tempel
Etwa 25 km südwestlich von Netwar liegt das Dorf Hanol. Hier steht der von einer Mauer umgebene Mahasu Devta Temple im nepalesischen Stil, dessen Entstehung bis ins 9. Jahrhundert zurückreichen soll. Der von zahlreichen lokalen Legenden umwobene Tempel ist das Ziel vieler Pilger, obwohl seine Ursprünge vorhinduistisch sind, jedoch später mit dem Hindu-Gott Shiva in Verbindung gebracht wurden.

## Sport
Aufgrund seiner Stromschnellen werden einige Abschnitte des Flusses zum Rafting bzw. für Wildwasser-Kanufahrten benutzt.